# Augustdorf
Augustdorf is een plaats en gemeente in de Duitse deelstaat Noordrijn-Westfalen, gelegen in de Kreis Lippe. Augustdorf telt 10.147 inwoners (31 december 2020) op een oppervlakte van 42,18 km².
In de bevolkingsstatistiek zijn de in de gemeente gelegerde Britse militairen niet meegeteld.
Het dorp ligt aan de westrand van de Truppenübungsplatz Senne. Dit militaire oefenterrein neemt ruim de helft van de oppervlakte van de gemeente in beslag.
Augustdorf grenst in het westen aan Schloß Holte-Stukenbrock. Het safaripark van die plaats ligt slechts ongeveer 9 km van Augustdorf vandaan.
Augustdorf is genoemd naar graaf Simon August van Lippe-Detmold, die de plaats in 1775 stichtte. Het dorp kende een groeifase na 1892 (opening militair oefenterrein met kazernes) en opnieuw  na 1945 (immigratie van o.a. Duitse vluchtelingen uit Oost-Europa). Opvallend is, dat tegenwoordig ongeveer 10% van de bevolking de islam belijdt.
Augustdorf heeft een bedrijventerrein met veel kleine metaal verwerkende fabrieken en werkplaatsen maar ook veel ondernemingen in het  midden- en kleinbedrijf.

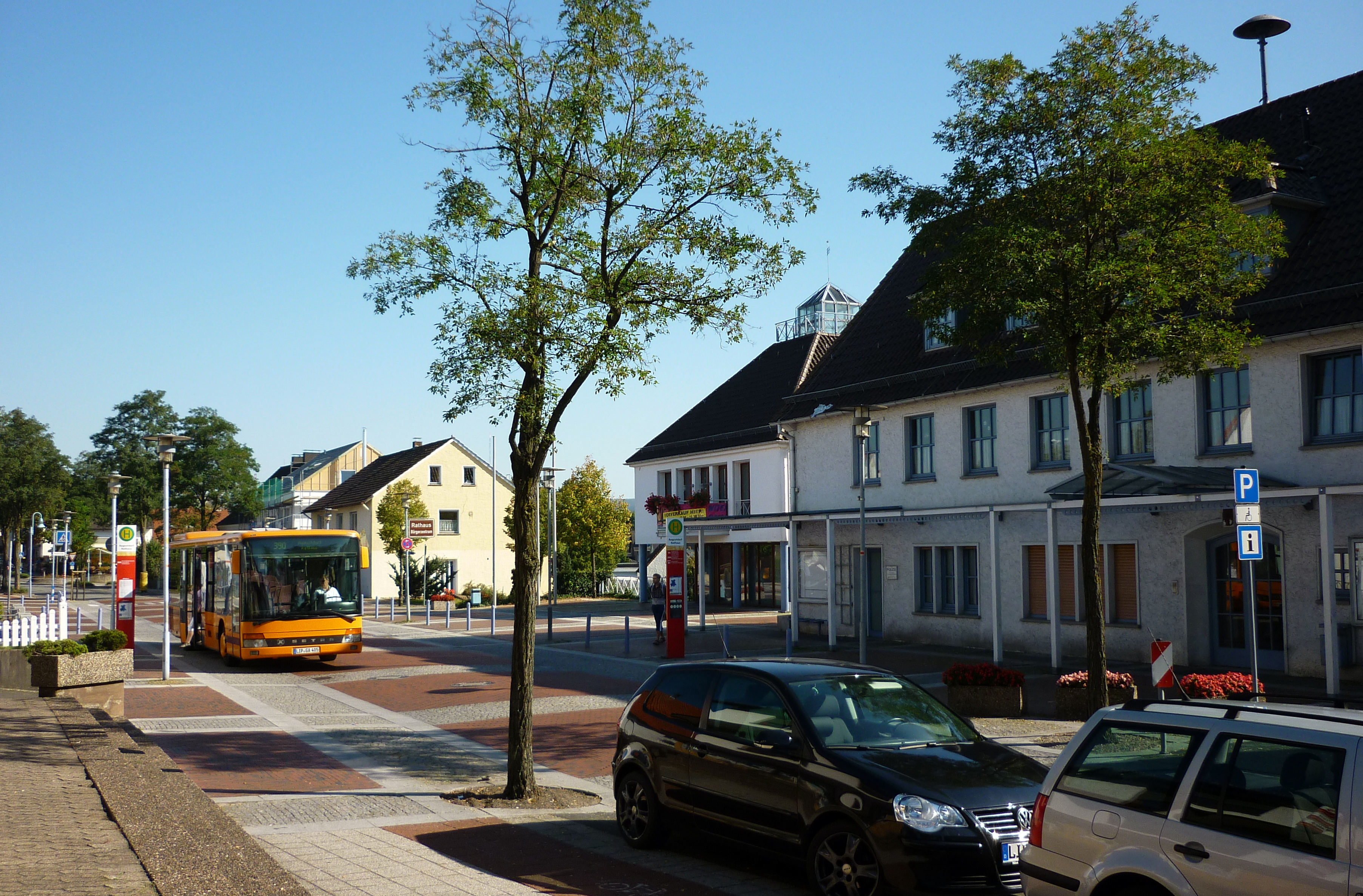
Gemeentehuis
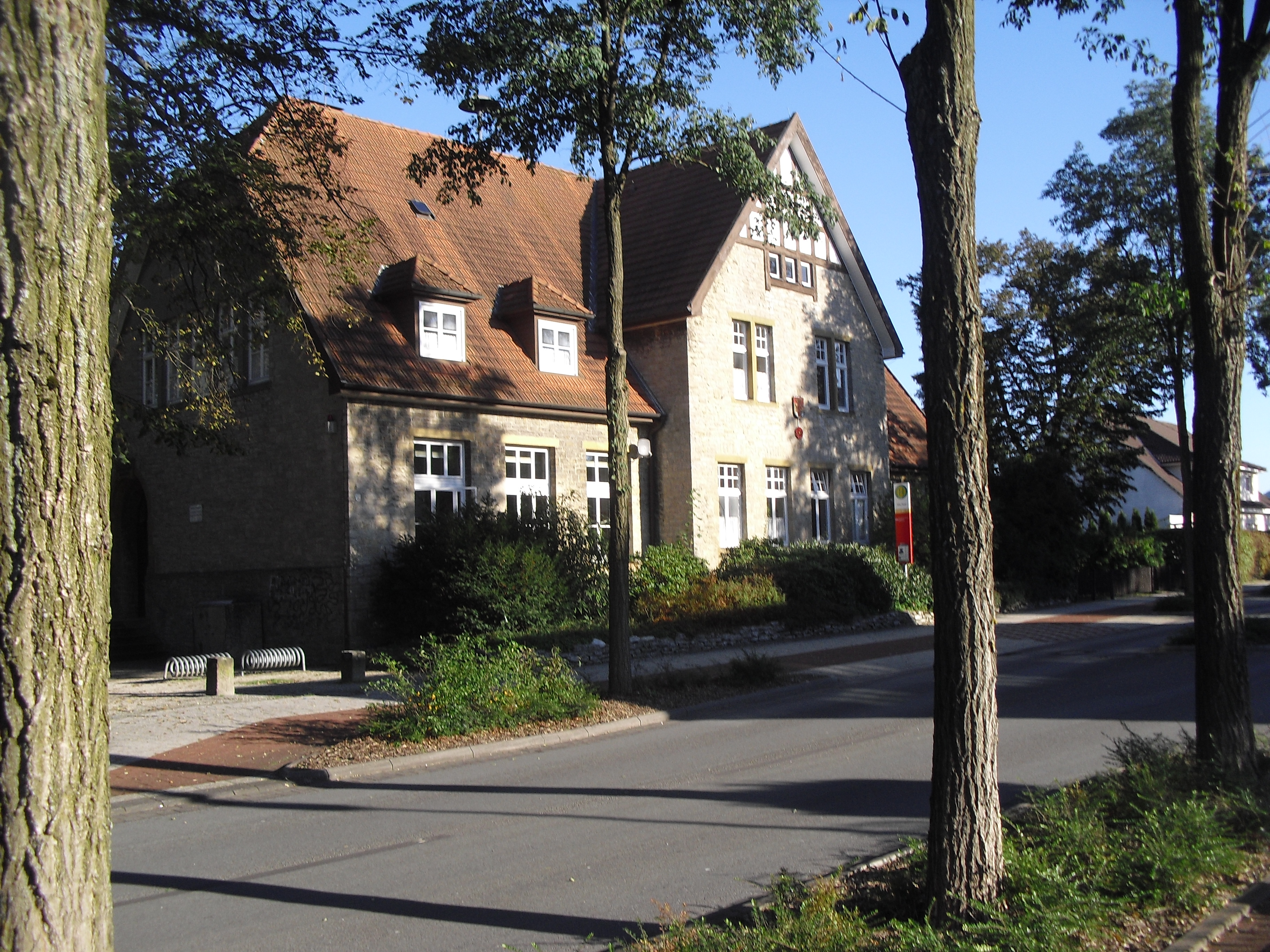
Basisschool
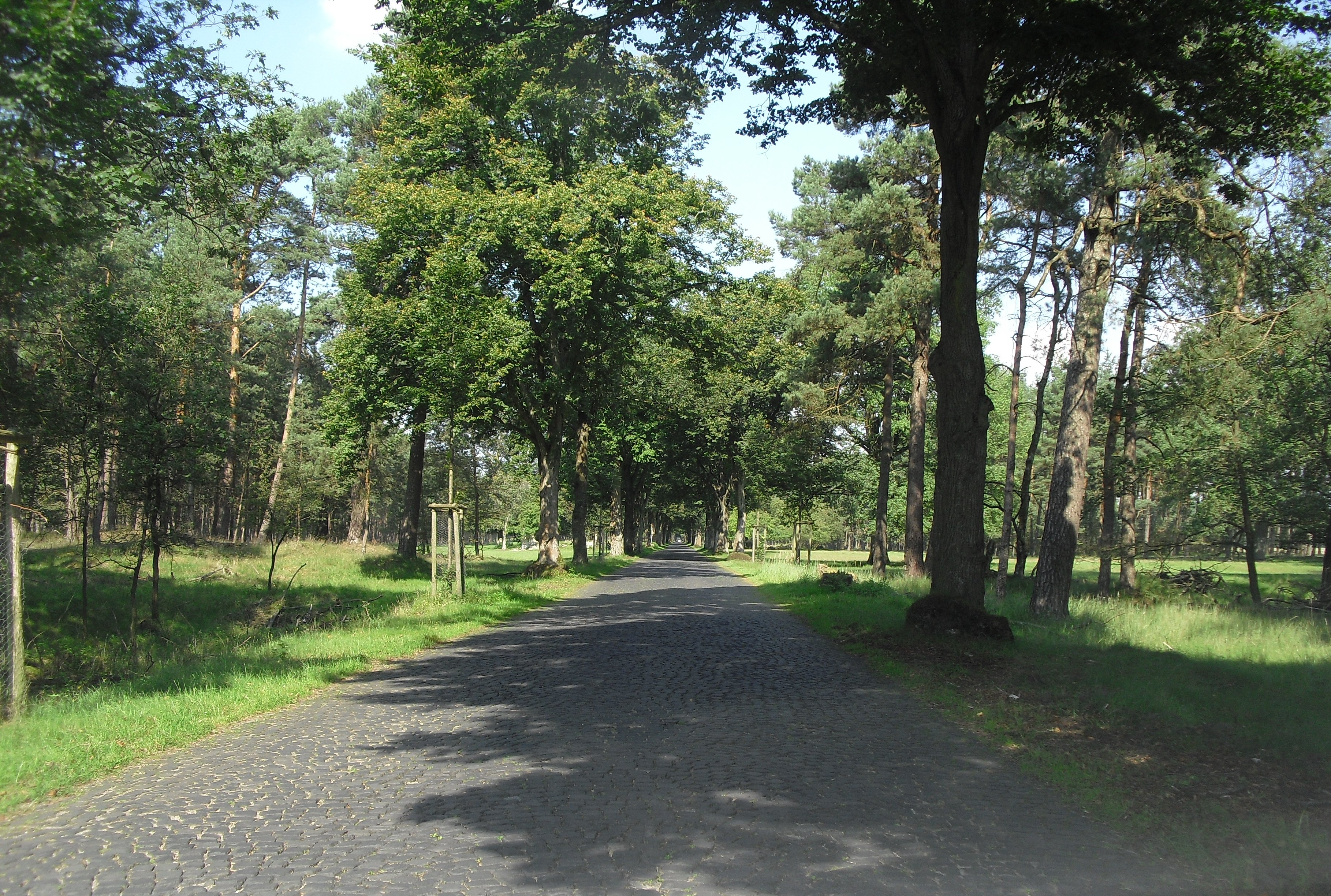
Weg van Haustenbeck naar Augustdorf in het militaire gebied
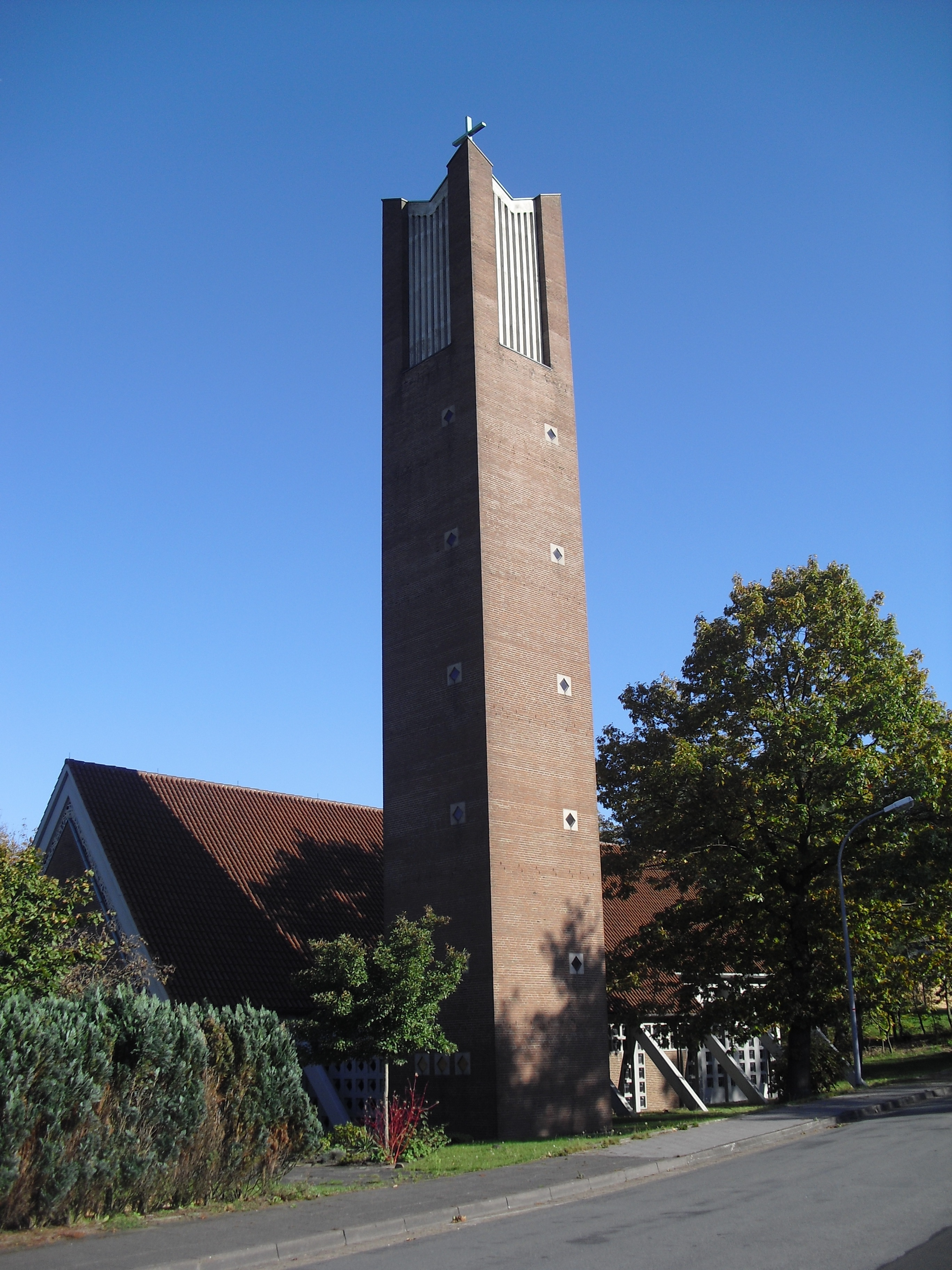
R.K. kerk Maria, Koningin van de Vrede (1960)
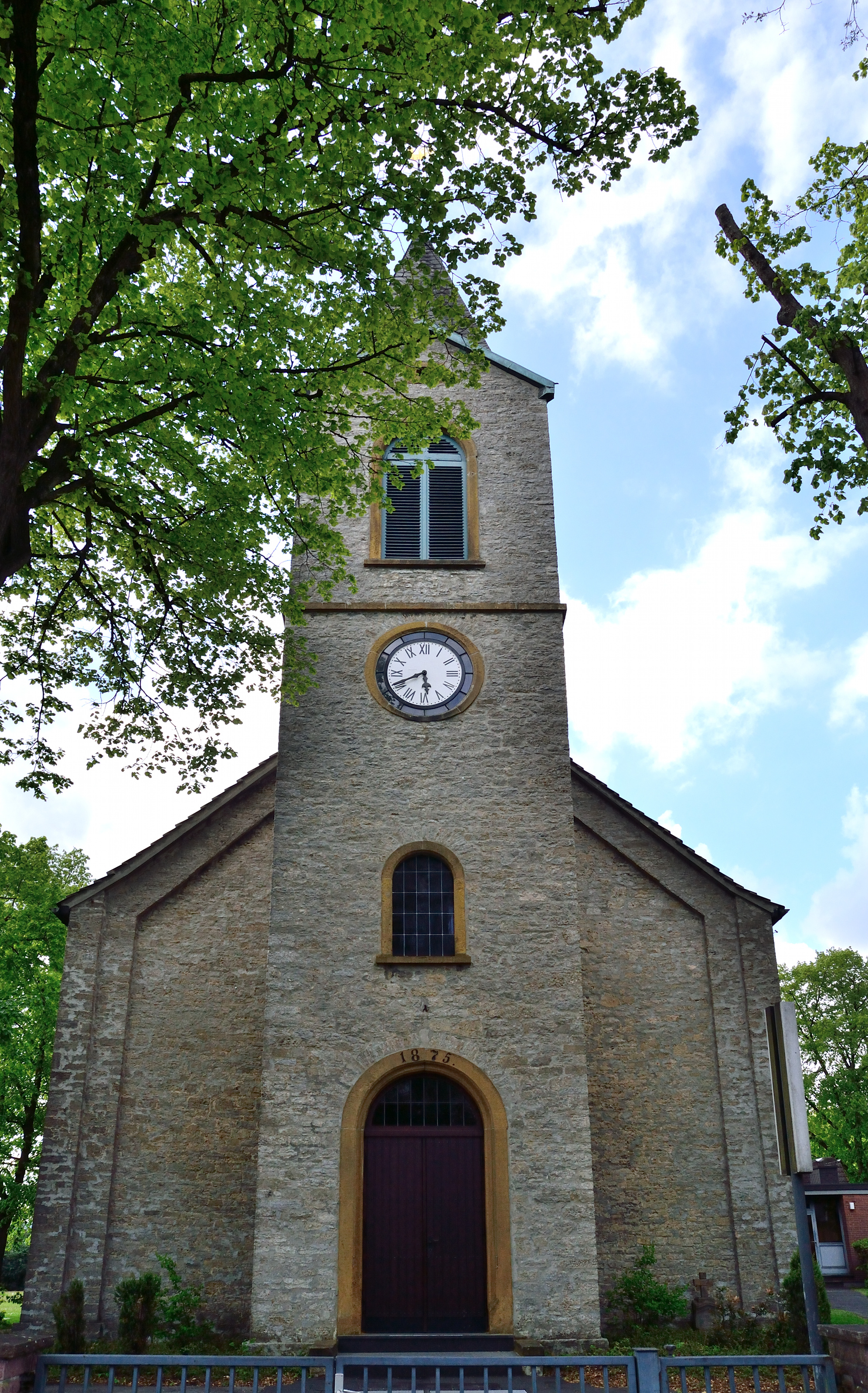
Evangelisch-lutherse dorpskerk (1875)

Augustdorf · Bad Salzuflen · Barntrup · Blomberg · Detmold · Dörentrup · Extertal · Horn-Bad Meinberg · Kalletal · Lage · Lemgo · Leopoldshöhe · Lügde · Oerlinghausen · Schieder-Schwalenberg · Schlangen